# Брей, Джон Фрэнсис
Джон Фрэнсис Брей (англ. John Francis Bray; 1809—1895) — британский и американский экономист, журналист, политический активист, социалист-утопист, последователь Роберта Оуэна. Имел репутацию «старейшего социалиста Америки» и «Бенджамина Франклина трудящихся».

## Биография
Родился в Орегонской земле (ныне штат Вашингтон) в семье английских эмигрантов-фермеров и сапожников родом из Йоркшира. В 1822 году семья эмигрировала обратно в Йоркшир, в Лидс, однако вскоре скончался отец семейства, в связи с чем Джону пришлось уехать в Уэст-Рединг к родственником и поступить подмастерьем к наборщику. В Лидс он вернулся в 1832 году, тогда же примкнул к местному рабочему движению, стал сторонником чартизма, рупором которого в городе была газета Фергюса О’Коннора «Северная звезда» (англ. Northern Star). В 1837 году стал одним из основателей и казначеем Лидского товарищества рабочих, а также читал лекции для его членов.
После неудачного чартистского выступления в 1839 году и экономической депрессии в Великобритании в 1841—1842 годах Брей возвратился в США, где с 1842 года работал наборщиком в Детройте. Позже он переехал в Понтиак, штат Мичиган, где женился и смог купить ферму в окрестностях города. В 1850-х и 1860-х годах принимал активное участие в демократическом рабочем движении на Среднем Западе, публиковал большое количество статей в печатных изданиях, в которых выступал с резкой критикой рабства и массового увлечения спиритизмом. Поддерживал Социалистическую трудовую партию, присоединился к «Рыцарям труда» после основания этого объединения, в последние годы жизни принял участие в создании Народной партии.

## Наследие
В 1839 году опубликовал научную работу «Несправедливости в отношении труда и средства к их устранению» (на русский язык была переведена в 1956 году), в которой, в частности, выступил с жёсткой критикой капитализма на примере США и Великобритании, а также высказал свои взгляды относительно необходимых экономических преобразований в обществе. Развивая трудовую теорию стоимости Давида Рикардо, Брей утверждал, что поскольку единственным источником богатства является труд, рабочие имеют право на полный продукт своего труда; прибыль, присваиваемая предпринимателями, есть результат эксплуатации. В его программу входила постепенная ликвидация частной собственности на средства производства и системы найма одних людей другими, создание системы особых трудовых банкнот в качестве платёжного средства, которые были бы обеспечены будущим трудом, а также научное обоснование соблюдения эквивалентности обмена и создание так называемых рабочих акционерных обществ.
Труд Брея в своё время высоко оценили Карл Маркс, Фридрих Энгельс и Поль Лафарг. В книге «Нищета философии» Маркс называет «Несправедливости в отношении труда и средства к их устранению» «замечательным произведением» и обильно прибегает к цитированию Брея, чтобы доказать неоригинальность мютюэлизма Прудона.
Однако в советской науке Брей считался одним из социалистов-утопистов, повлиявшим на ряд «мелкобуржуазных социалистов» XIX века. В западной науке его относят или к «рикардианским», или к «рыночным» социалистам. В отличие от более ранних представителей утопического социализма, Брей указывал на классовые противоречия между капиталистами и производителями (собственниками и рабочими) как на решающие в капиталистическом обществе. Поэтому он считал, что коммунизм явится результатом самостоятельного движения рабочего класса, пусть и реформистским путём.

## Издания на русском
- Брей Дж. Ф. Несправедливости в отношении труда и средства к их устранению или век силы и век справедливости. — М.: Государственное изд-во политической лит-ры, 1956. — 259 с.